# East North Central states

Die East North Central states (oder East North Central Division) bilden eine der neun geografischen Unterteilungen innerhalb der Vereinigten Staaten, die vom United States Census Bureau offiziell anerkannt sind. Diese Staaten liegen an den Großen Seen.
Die Division umfasst fünf Staaten: Illinois, Indiana, Michigan, Ohio und Wisconsin. Es ist eine von zwei Unterteilungen, die verwendet werden, um die Region der USA zu kategorisieren, die allgemein als „Mittlerer Westen“ bezeichnet wird. Den anderen Teil bilden die West-North-Central-Staaten (Great-Plains-Staaten). Die Region entspricht weitgehend dem Gebiet des historischen Nordwestterritoriums, mit Ausnahme eines Teils von Minnesota.
Die East North Central Division ist ein großer Teil der Great Lakes-Region, obwohl letztere auch Minnesota, New York, Pennsylvania und die kanadische Provinz Ontario umfasst. Die Region hat ein geringes Bevölkerungswachstum und die geschätzte Einwohnerzahl beträgt 46.902.431. Die Region ist Teil der Chipitts-Megalopolis mit geschätzten 54 Millionen Einwohnern. Die Großen Seen bieten Zugang zum Atlantischen Ozean über den Great Lakes Waterway und den Sankt-Lorenz-Seeweg oder über den Eriekanal und den Hudson River oder über den Golf von Mexiko vom Mississippi River und dem Illinois Waterway. Chicago und Detroit, zwei der größten Städte des Bereichs, gehören zu den wichtigsten Häfen der Vereinigten Staaten.